# Temska
Temska (cyr. Темска) – wieś w Serbii, w okręgu pirockim, w mieście Pirot. W 2011 roku liczyła 719 mieszkańców.